# 1956 en Saskatchewan
Chronologie de la Saskatchewan
- 1952
- 1953
- 1954
- 1955
- 1956
- 1957
- 1958
- 1959
- 1960

Cette page concerne des événements d'actualité qui se sont produits durant l'année 1956 dans la province canadienne de la Saskatchewan.

## Politique
- Premier ministre : Tommy Douglas
- Chef de l'Opposition :
- Lieutenant-gouverneur : William John Patterson
- Législature :

## Événements
- 20 juin : Élection générale saskatchewanaise.

## Naissances

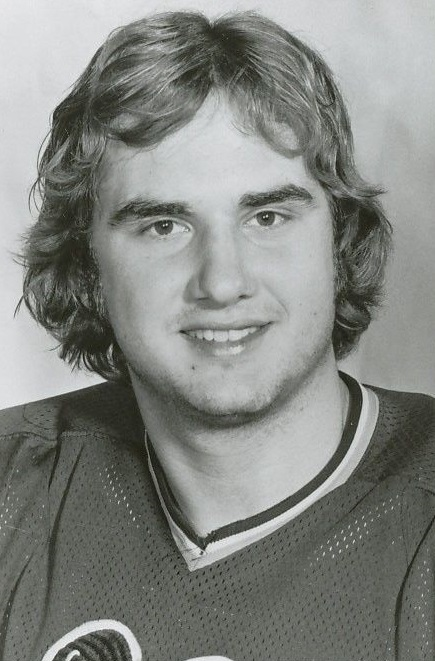
Blair Chapman en 1978

- 21 avril : Clayton Pachal (né à Yorkton) est un joueur canadien de hockey sur glace professionnel à la retraite. Il évoluait en position de centre.

- 11 juin : Lorne Molleken (né à Regina) est un dirigeant, un entraîneur et un joueur professionnel canadien de hockey sur glace qui évoluait au poste de gardien de but.

- 13 juin : Blair Chapman (né à Lloydminster) est un joueur professionnel de hockey sur glace[1]

- 1er juillet : Fred Williams (né à Saskatoon) est un joueur professionnel de hockey sur glace de la Ligue nationale de hockey.

- 3 juillet : Rick Ducommun est un acteur et scénariste canadien né à Prince Albert.

- 8 juillet : Terry Stephen Puhl (né à Melville) est un voltigeur de baseball ayant joué dans les Ligues majeures de 1977 à 1991. Il a joué toute sa carrière, sauf quinze matchs, avec les Astros de Houston, qu'il représente au match des étoiles du baseball majeur en 1980.

- 17 juillet : Bryan John Trottier (né à Val Marie au sud de Swift Current) est un joueur professionnel de hockey sur glace. Il a joué un total de 18 saisons dans la Ligue nationale de hockey avec les Islanders de New York puis avec les Penguins de Pittsburgh et a remporté à quatre reprises la Coupe Stanley en tant que champion des séries éliminatoires avec les Islanders puis deux nouvelles fois avec les Penguins.